# Usines Boël
Usines Boël is een ijzer- en staalbedrijf te La Louvière. De fabriek behoort tot de Europese divisie van de Russische staalgroep NLMK en heet nu NLMK La Louvière. Er worden nu warm- en koudgewalste staalrollen geproduceerd voor de auto-industrie, de bouw en fabrikanten van drukvaten. De productiecapaciteit is bijna drie miljoen ton op jaarbasis.

## Geschiedenis

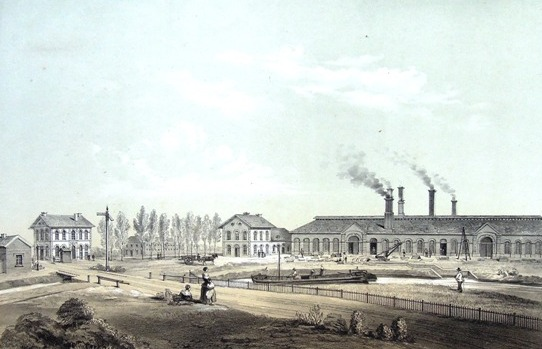
De fabriek begin jaren 1850.

Het bedrijf werd opgericht in 1853 door Ernest Boucquéau en startte onder de naam: Fonderies et Laminoirs Ernest Boucquéau. Het bedrijf werd gebouwd in een streek waar zich veel steenkoolmijnen bevonden. Het lag aan het Kanaal Charleroi-Brussel en nabij de spoorlijn die van Bergen naar Manage liep. Zoals de naam aangeeft, waren er ijzergieterijen en walserijen aan het bedrijf verbonden.
In 1862 wilde Boucquéau een spoorwegvebinding van 's-Gravenbrakel naar Gent aanleggen, teneinde een betere verbinding met het achterland te verkrijgen. Daartoe richtte hij de Société du Chemin de Fer de Braine-le-Comte à Gand op. Dit project werd duurder dan begroot en bracht het bedrijf aan de rand van het faillissement.
De toenmalige directeur, Gustave Boël, schoot te hulp. Toen Boucquéau op 16 juli 1880 overleed, erfde Boël het bedrijf. Ook onder deze eigenaar groeide het bedrijf voorspoedig. In 1897 werkten er 1200 mensen. Ondertussen bouwde Boël aan zijn carrière als industrieel en politicus. Hij stierf in 1912.
Het bedrijf groeide verder. In 1913 telde het twee hoogovens, twee batterijen van elk 41 cokesovens en, sinds 1903, een staalfabriek met drie Gilchrist-Thomas-converters. Voorts een Siemens-Martinoven, smederijen, een staalgieterij, een fabriek voor bouten en dergelijke. De eerste hoogoven kwam gereed in 1913, de tweede niet lang daarna, en de overige vier kwamen gereed in, respectievelijk, 1930, 1939, 1958 en 1972.
Tijdens de Eerste Wereldoorlog werd het bedrijf grotendeels verwoest, maar vanaf 1919 begon de herbouw, die in 1924 voltooid werd. Sindsdien produceerde de Thomasfabriek weer 200 kton staal per jaar. Dit werd gewalst tot platen of draden. De Siemens-Martinfabriek leverde aan onmder meer een fabriek voor wielstellen van spoorwegen.
Tussen 1930 en 1937 werden twee nieuwe hoogovens gebouwd, in 1931 kwam er een nieuwe cokesovenbatterij gereed, een vlamboogoven in 1935.
Na de Tweede Wereldoorlog werd het bedrijf verder gemoderniseerd en uitgebreid. Vanaf 1947 tot aan het eide van de 20e eeuw steeg de maandelijke productie van 30 kton tot 120 kton. Einde jaren 40 van de 20e eeuw werkten er 3200 mensen, waaronder vele gastarbeiders.
In 1985 werkten er 3500 arbeiders, maar daarna ging het snel bergafwaarts: In 2002 werkten er nog slechts 1200 mensen.
Het bedrijf verbond zich met diverse partners: Koninklijke Hoogovens in 1997 en Duferco in 1999. De hoogovens, die tussen 1996 en 1997 gedoofd werden, zouden worden gesloopt, wat 15 kton schroot opleverde, dat aan de vlamboogoven zou worden gevoed. Ook kwam een terrein van 5,2 ha vrij. De vuurvaste stenen en non-ferrometalen werden verkocht.
In 2006 bracht Duferco de site in in de joint venture Steel Invest and Finance met het Russische NLMK. In 2011 nam NLMK Duferco's belang van 50% over en werd de enige eigenaar. De fabriek heette nu NLMK La Louvière en werd deel van NLMK's nieuwe Europese divisie.